# Oecetis asmanista
Oecetis asmanista är en nattsländeart som beskrevs av Mosely in Mosely och Douglas E. Kimmins 1953. Oecetis asmanista ingår i släktet Oecetis och familjen långhornssländor. Inga underarter finns listade i Catalogue of Life.